# Кенгуру Хагена
Кенгуру Хагена (лат. Dorcopsis hageni) — вид сумчатых млекопитающих из семейства кенгуровых. Эндемик Новой Гвинеи. Видовое название дано в честь немецкого первооткрывателя вида Бернхарда Хагена (1853—1919).
Длина тела достигает от 42 до 60 см, длина хвоста от 31,5 до 38 см, масса от 5 до 6 кг. Мех короткий и тонкий, его окраска варьирует от светло-коричневого до тёмного чёрно-коричневого цвета, иногда серого цвета на спине и беловатого цвета на брюхе. Подшёрсток белый. Характерной особенностью вида является светло-беловатая или светло-коричневая полоса на спине, которая проходит от головы до основания хвоста. Конечности и хвост светлее тела и меньше покрыты волосами. Кончик хвоста безволосый и иногда белый.
Кенгуру Хагена обитает в первичных и вторичных тропических равнинных тропических лесах, а также встречается в антропогенных биотопах, например в заброшенных садах. Животное активно в сумерки и отчасти днём. Для сна кенгуру выбирает густую растительность. О рационе питания известно мало. Вероятно, питается в основном растительной пищей, было доказано, что может поедать также растущие под землёй грибы. По сведениям местных жителей, также питается беспозвоночными. Самки рождают одного детёныша в год. Размножение происходит в течение всего года.